# Načelo nedoločenosti
Heisenbergovo načelo nedoločenosti [hájzənbergovo načêlo nèdolóčenosti] v kvantni fiziki določa, da je nemogoče istočasno poznati s poljubno točnostjo določene pare opazljivk, kot sta na primer lega ali gibalna količina izbranega telesa, oziroma natančneje delca. Načelo natančno določa to netočnost in je eno od temeljev kvantne mehanike. Zapisal ga je Werner Karl Heisenberg leta 1927.

## Pregled
Včasih načelo nedoločenosti nepravilno pojasnijo s trditvijo, da meritev lege nujno zmoti gibalno količino delca. Prvotno je Heisenberg sam tako pojasnjeval načelo. Kakorkoli že, motenje pri tem ne igra vloge, ker načelo velja tudi, kadar merimo lego v poljubnem sestavu, gibalno količino pa v drugem istovetnem sestavu. Pravilneje je o delcu govoriti kot o valu in ne o točkastem predmetu, saj nima dobro določeni istočasno lege in gibalne količine.

## Definicija
Načelo nedoločenosti navadno formulirajo tako: če se pripravi več identičnih inačic sistema, se bodo meritve lege in gibalne količine pokoravale znani verjetnostni porazdelitvi; to je eden osnovnih postulatov kvantne mehanike. Iz meritev lege se lahko izračuna standardni odklon {\displaystyle \delta x\!\,}, enako se lahko tudi iz meritev gibalne količine izračuna standardni odklon {\displaystyle \delta p\!\,}. Ugotovi se lahko, da velja:
| {\displaystyle \delta x\,\delta p\geq {\frac {h}{4\pi }}\!\,.} |
Pri tem je h Planckova konstanta, π pa število pi. Nekateri avtorji vzamejo za »nedoločenost« najmanjši interval, v katerega pade 50 % meritev, kar v primeru, da so meritve porazdeljene po normalni porazdelitvi, vodi k nekaj višji oceni za zmnožek nedoločenosti: h/2π. Opazi se lahko, da je gornja neenakost lahko izpolnjena v vrsti različnih primerov: če je lega x določena z veliko točnostjo, je gibalna količina p tem manj natančno določena, in obratno, če je določena gibalna količina p z veliko točnostjo, tedaj se lege x ne da določiti prav točno. 
V vsakdanjem življenju se teh nedoločenosti ne zaznava, ker je vrednost h izjemno majhna.

### Pari opazljivk, za katere velja načelo nedoločenosti
Rezultati matematične obravnave v prejšnjem razdelku nakazujejo pot, kako poiskati nedoločnostne zveze med pari fizikalnih opazljivk: komutator opazljivk A in B mora imeti določene analitične značilnosti.
- Najpogosteje navajajo nedoločnostno zvezo med lego in gibalno količino delca v prostoru:

{\displaystyle \delta x_{i}\,\delta p_{i}\geq {\frac {h}{4\pi }}\!\,.}
- Za dve pravokotni komponenti operatorja skupne vrtilne količine velja zveza:

{\displaystyle \delta J_{i}\,\delta J_{j}\geq {\frac {h}{4\pi }}\left|\left\langle J_{k}\right\rangle \right|\!\,.}
Pri tem so i, j, k različni, Ji pa označuje komponento vrtilne količine vzdolž osi xi.
- V učbenikih se najde tudi nedoločnostno zvezo med časom in energijo (Mandelštam-Tammova enačba):

{\displaystyle t\,\delta E\geq {\frac {h}{4\pi }}\!\,.}
Interpretacija te zveze zahteva več previdnosti, saj ni operatorja za čas.